# 海恩府院君吴命恒墓志

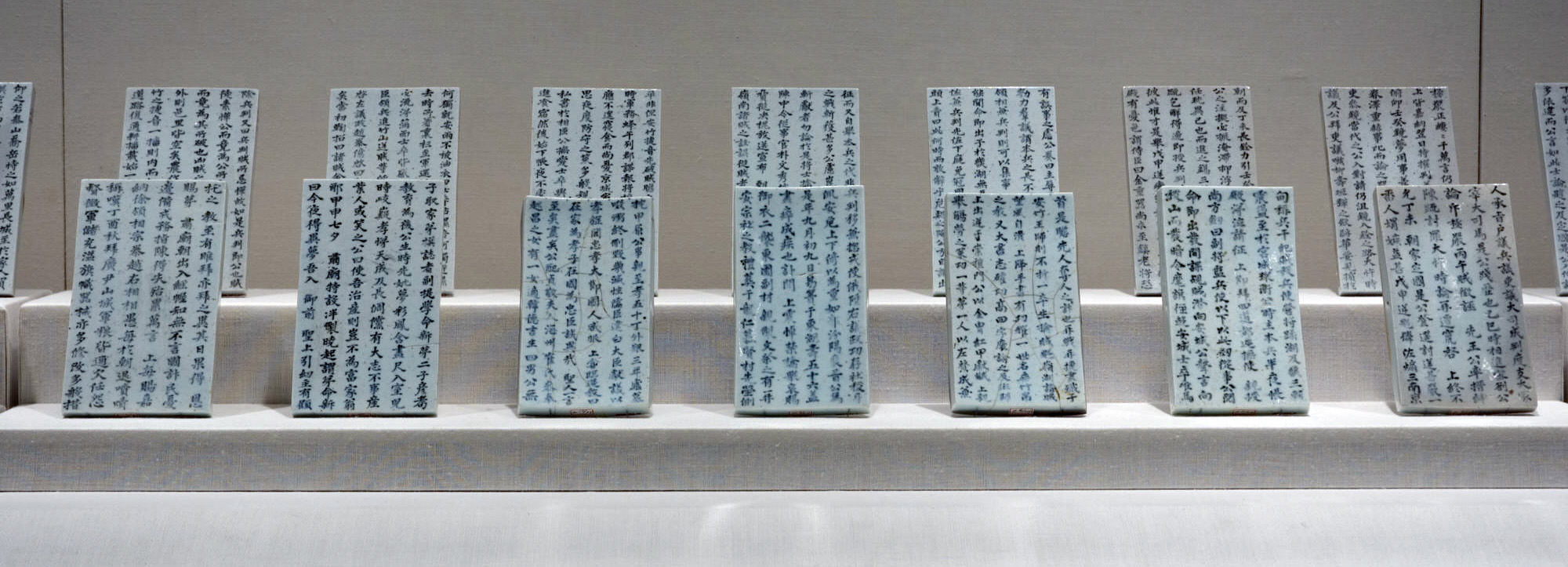
收藏于美国纽约大都会艺术博物馆的海恩府院君吴命恒墓志

海恩府院君吴命恒墓志是一套纪念朝鲜王朝士大夫吴命恒的墓志碑名牌，全套共34片。吴命恒（1673年－1728年）是朝鲜王朝士大夫，同时也是一个书法家。他辅佐过几任朝鲜国王，最终成为朝鲜王朝的国家大臣。这座墓志碑是由陶瓷制作而成的，其上的文章是用汉字书写的，是当时朝鲜王朝大多数官方文件的首选语言。这座墓志碑记载了吴命恒的生平和成就，同时也提供了关于瓷器制造和书法艺术的宝贵信息。
1998年，为纪念朝鲜艺术美术馆开幕，全套墓志碑名牌由约瑟夫·卡罗尔和他的夫人赠送给大都会艺术博物馆。自从2004年第一次公开展出开始，截止2016年前后共展出9次。

## 图集

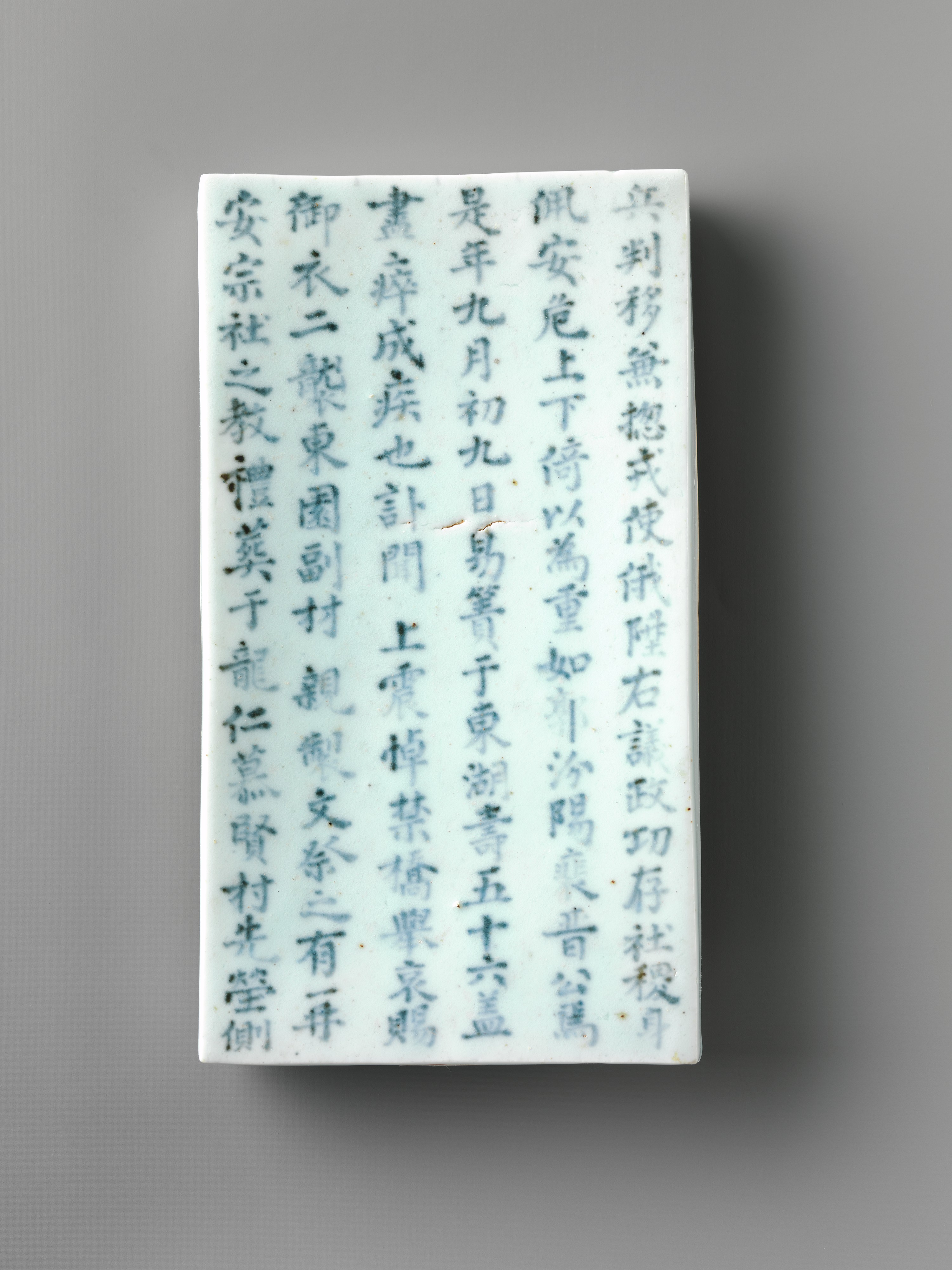
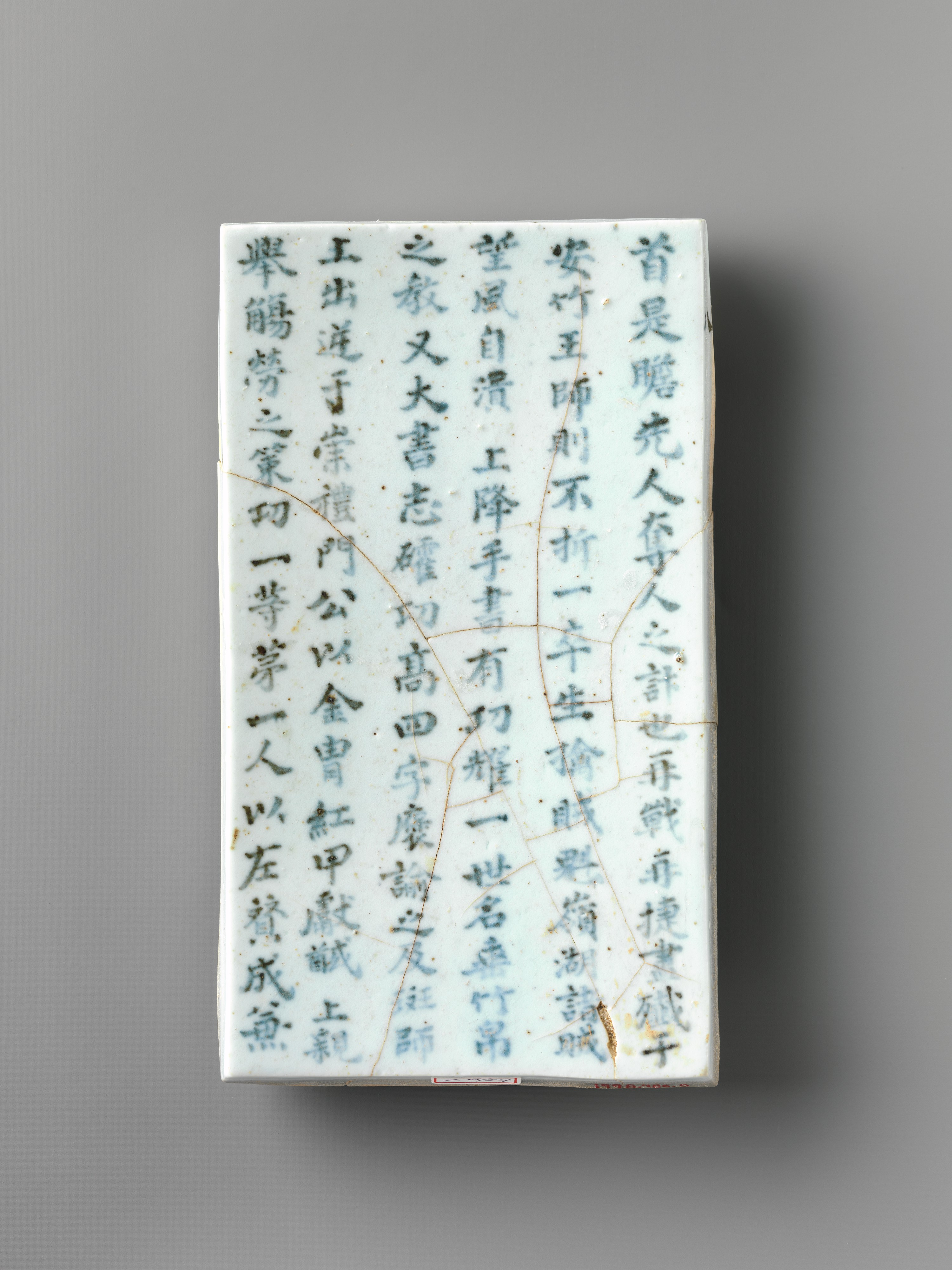
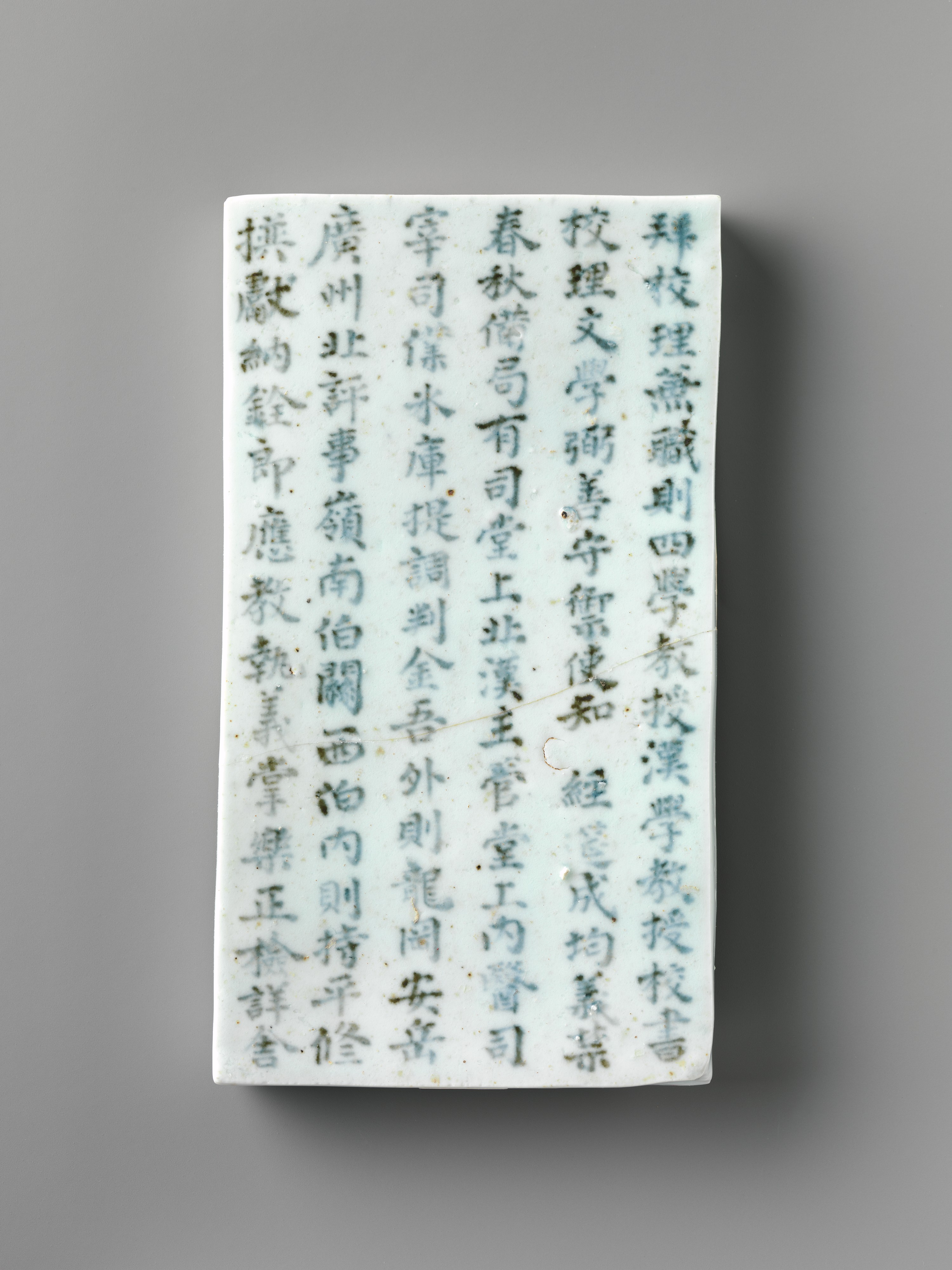
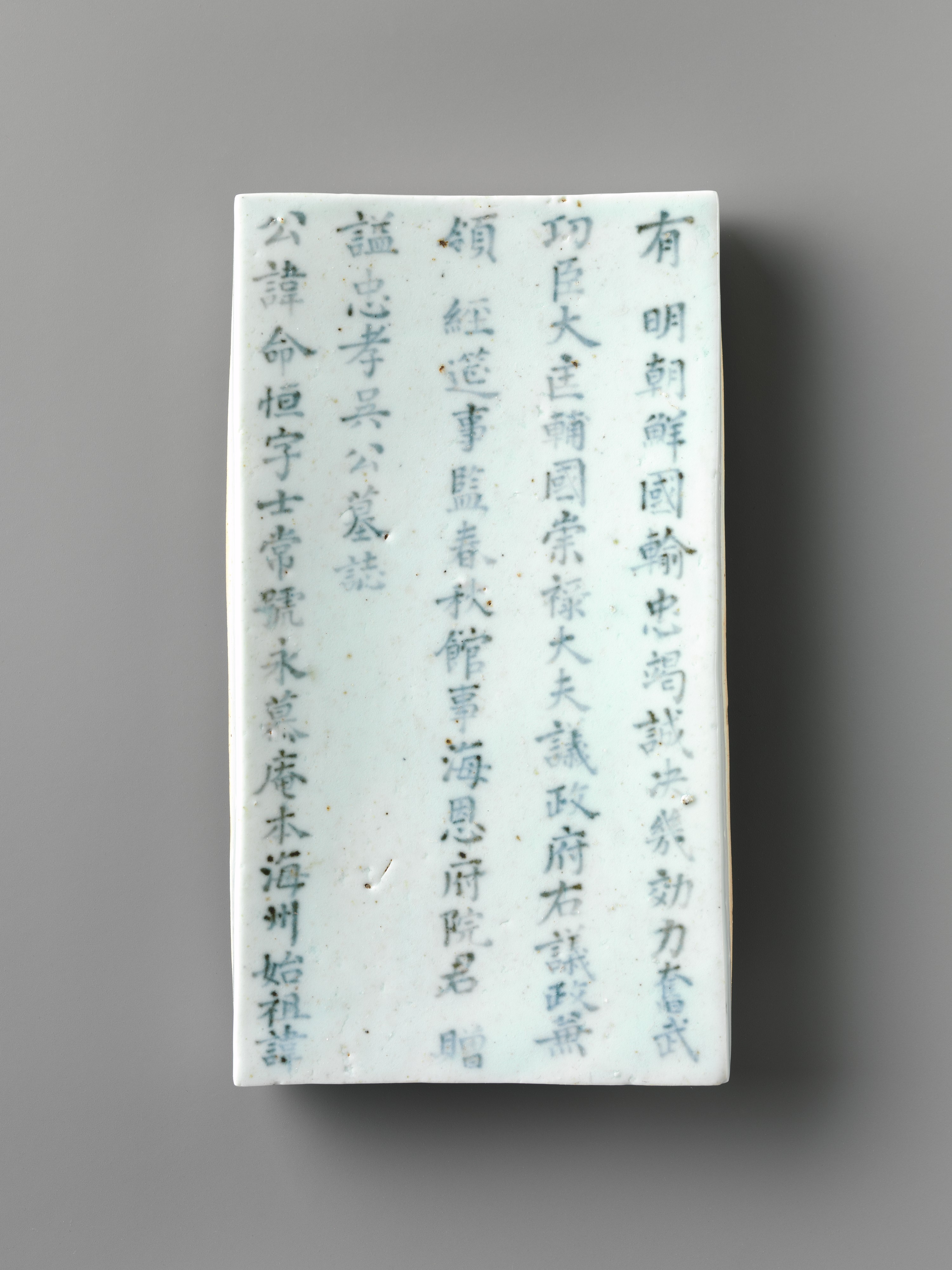
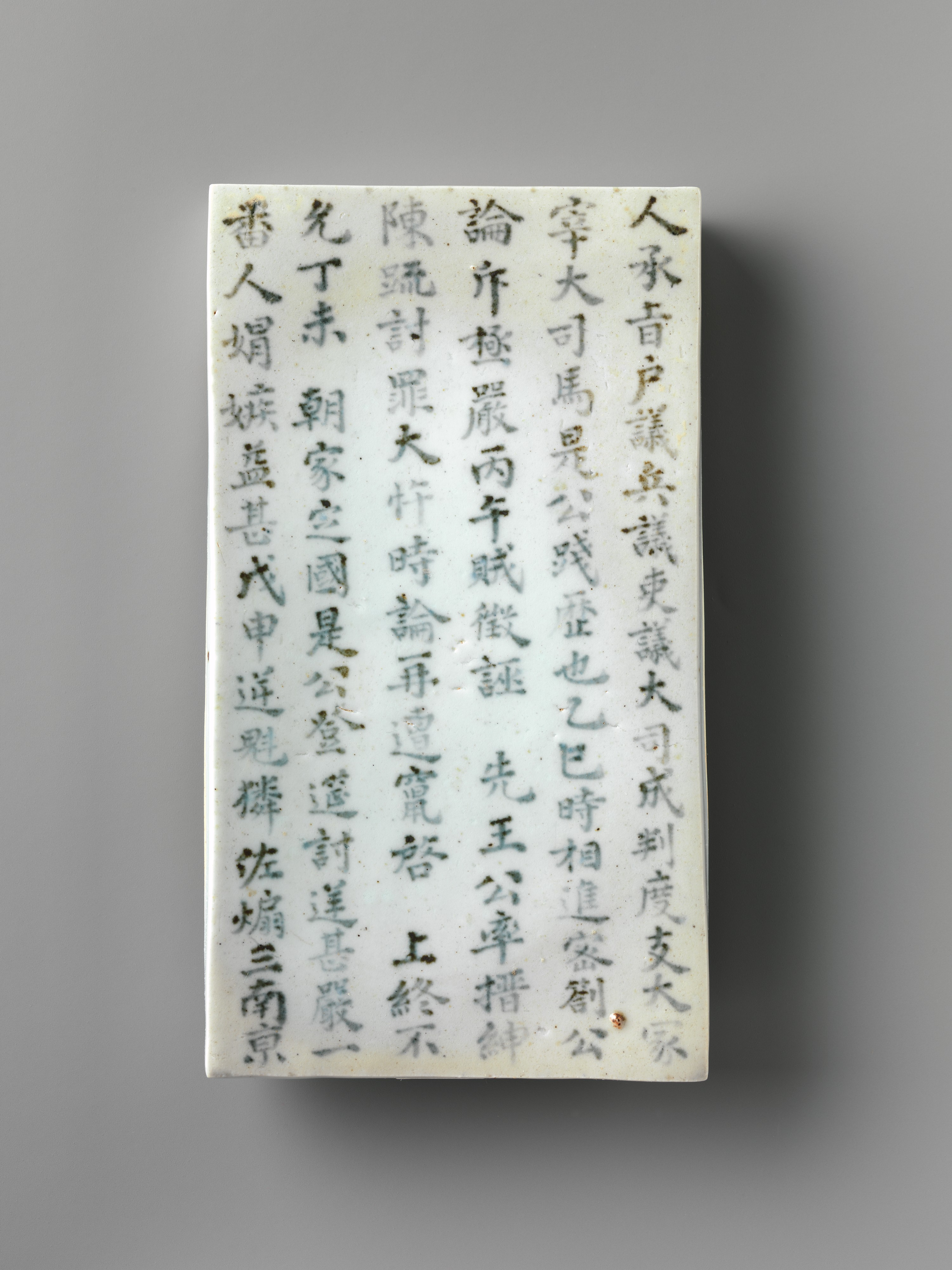
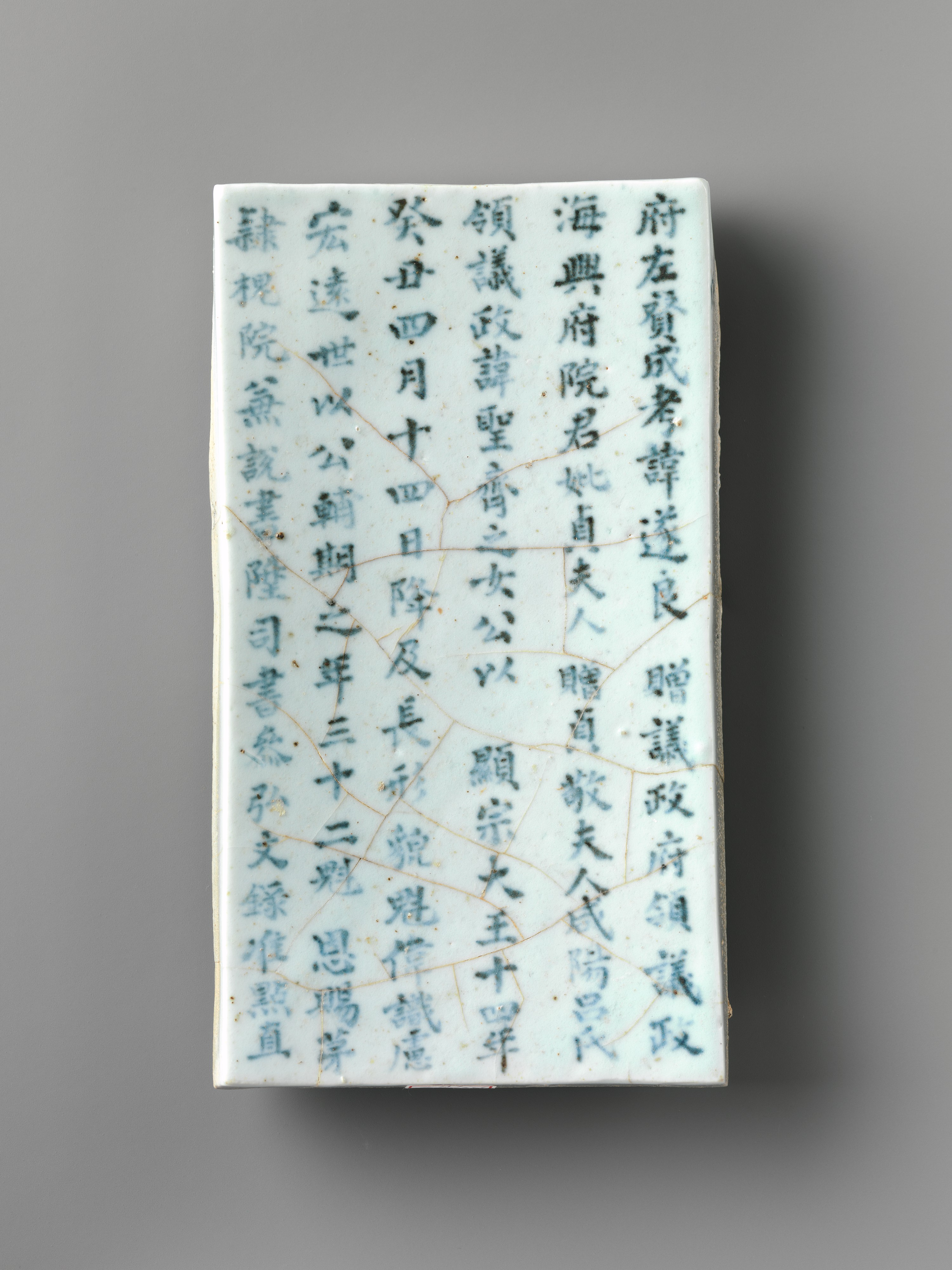
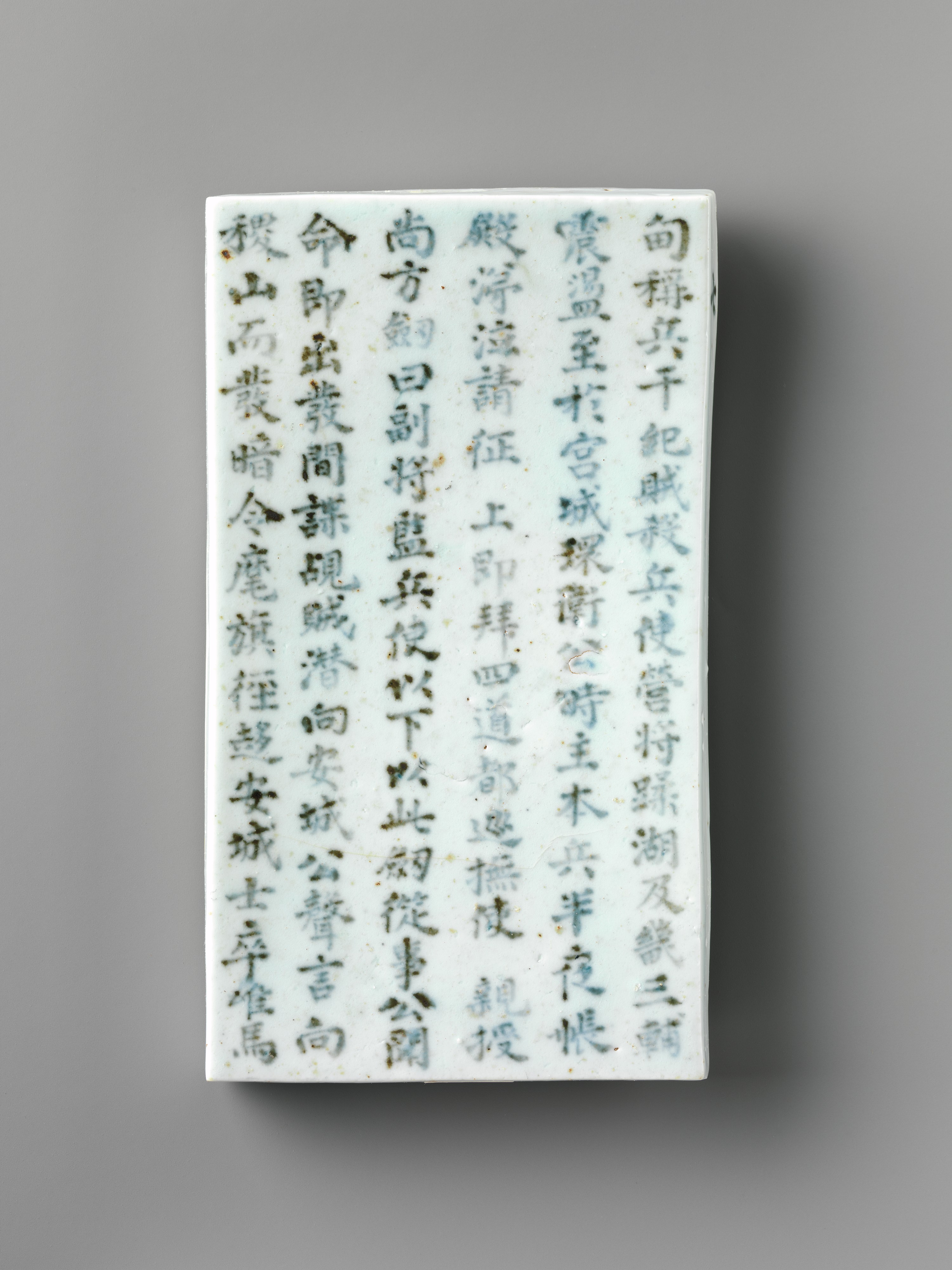
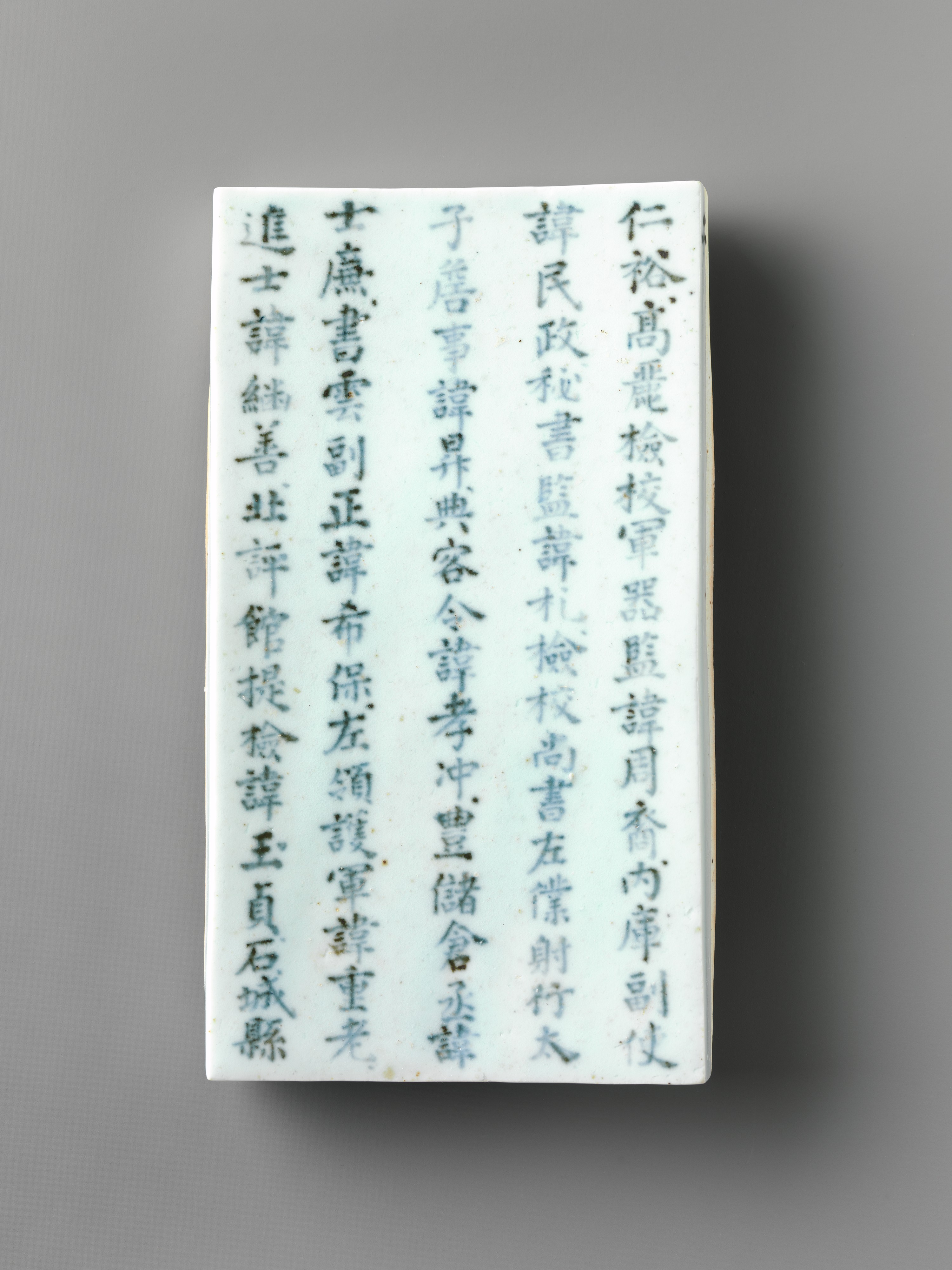
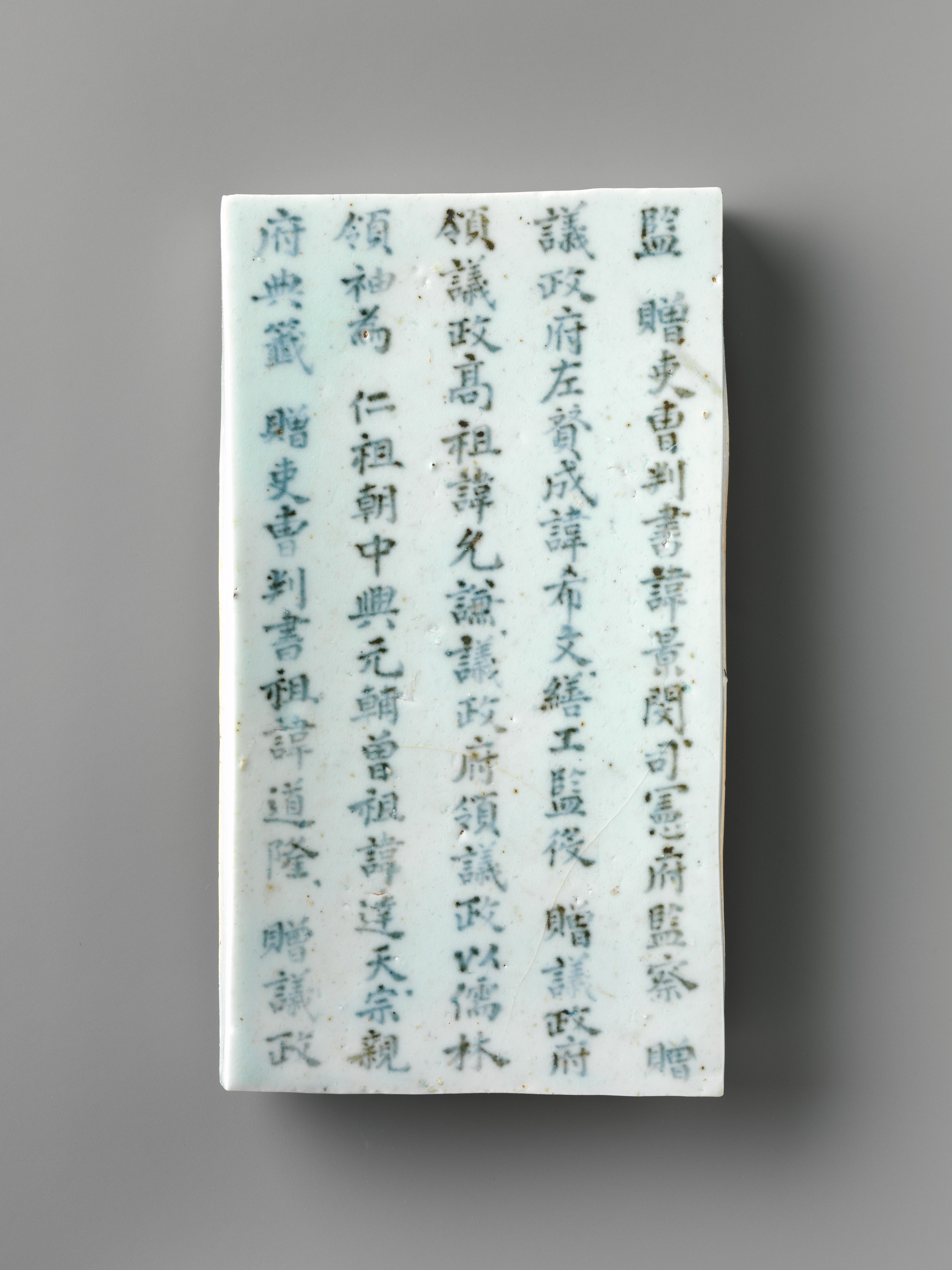